# 100 mètres féminin aux Jeux olympiques d'été de 1956 (athlétisme)
L'épreuve du 100 mètres féminin aux Jeux olympiques d'été de 1956 s'est déroulée le 24 et 26 novembre 1956 dans le Cricket Ground de Melbourne, en Australie. Elle est remportée par l'Australienne Betty Cuthbert.

## Faits marquants
34 concurrentes représentant 16 nations participent à l'épreuve.
Le meilleur temps avant les Jeux était détenu par l'Italienne Giuseppina Leone avec 11 s 4, nouveau record d'Europe de la discipline.
La championne olympique en titre, l'Australienne Marjorie Jackson, vainqueur du 100 m aux Jeux de l'Empire britannique et du Commonwealth de 1954, s'était retirée de la compétition malgré la tenue des Jeux en Australie. Cependant, sa compatriote Betty Cuthbert, nouvelle venue sur le sprint, faisait partie des favorites avec Marlene Mathews, également australienne. Le meilleur temps des séries est l'oeuvre de Cuthbert avec 11 s 4, nouveau record olympique.
Les demi-finales sont remportées par l'Allemande Christa Stubnick devant Cuthbert, avec un très fort vent de face (-4,0 m/s), et par Mathews.
La finale se déroule le surlendemain et est remportée par Betty Cuthbert, qui prend un départ canon pour ne plus être rejointe. Elle termine avec un mètre d'avance sur Stubnick, qui à mi-parcours avait deux mètres de retard sur Mathews, finalement troisième.

## Résultats

### Finale
| Rang               | Athlète          | Pays            | Temps   |
| ------------------ | ---------------- | --------------- | ------- |
| Médaille d'or      | Betty Cuthbert   | Australie       | 11 s 82 |
| Médaille d'argent  | Christa Stubnick | Allemagne       | 11 s 92 |
| Médaille de bronze | Marlene Mathews  | Australie       | 11 s 94 |
| 4                  | Isabelle Daniels | États-Unis      | 11 s 98 |
| 5                  | Giuseppina Leone | Italie          | 12 s 07 |
| 6                  | Heather Armitage | Grande-Bretagne | 12 s 10 |

### Demi-finales
Les trois premières de chaque série se qualifient pour la finale.

### Séries
Les deux premières de chaque série se qualifient pour les demi-finales.
| Rang | Athlète           | Pays             | Temps   | Note |
| ---- | ----------------- | ---------------- | ------- | ---- |
| 1    | Giuseppina Leone  | Italie           | 12 s 00 | Q    |
| 2    | Vera Krepkina     | Union soviétique | 12 s 08 | Q    |
| 3    | Mae Faggs         | États-Unis       | 12 s 36 |      |
| 4    | Micheline Julitte | France           | 12 s 55 |      |
| 5    | Janet Jesudason   | Singapour        | 13 s 41 |      |
| 6    | Mary Rao          | Inde             | DNF     |      |

| Rang | Athlète           | Pays             | Temps   | Note  |
| ---- | ----------------- | ---------------- | ------- | ----- |
| 1    | Marlene Mathews   | Australie        | 11 s 81 | Q, OR |
| 2    | Galina Rezchikova | Union soviétique | 12 s 11 | Q     |
| 3    | Lucinda Williams  | États-Unis       | 12 s 14 |       |
| 4    | Maria Bibro       | Pologne          | 12 s 34 |       |
| 5    | Maureen Rever     | Canada           | 12 s 36 |       |
| 6    | Franca Peggion    | Italie           | 12 s 55 |       |
| 7    | Mary Klass        | Singapour        | 12 s 57 |       |

| Rang | Athlète             | Pays            | Temps   | Note  |
| ---- | ------------------- | --------------- | ------- | ----- |
| 1    | Betty Cuthbert      | Australie       | 11 s 72 | Q, OR |
| 2    | Isabelle Daniels    | États-Unis      | 11 s 91 | Q     |
| 3    | Anne Pashley        | Grande-Bretagne | 11 s 94 |       |
| 4    | Barbara Janiszewska | Pologne         | 12 s 37 |       |
| 5    | Maria Musso         | Italie          | 12 s 40 |       |
| 6    | Diane Matheson      | Canada          | 12 s 59 |       |

| Rang | Athlète            | Pays            | Temps       | Note |
| ---- | ------------------ | --------------- | ----------- | ---- |
| 1    | Heather Armitage   | Grande-Bretagne | 11 s 81 (w) | Q    |
| 2    | Gisela Birkemeyer  | Allemagne       | 11 s 85     | Q    |
| 3    | Shirley Strickland | Australie       | 11 s 86     |      |
| 4    | Eleanor Haslam     | Canada          | 11 s 98     |      |
| 5    | Halina Górecka     | Pologne         | 12 s 38     |      |
| 6    | Maeve Kyle         | Irlande         | 12 s 48     |      |

## Légende
Records et Performances
- AR : Record continental (area record)
- CR : Record des championnats (championship record)
- MR : Record du meeting (meet record)
- NR : Record national (national record)
- OR : Record olympique (olympic record)
- PR : Record paralympique (paralympic record)
- PB : Record personnel (personal best)
- SB : Meilleure performance personnelle de la saison (season's best)
- WL : Meilleure performance mondiale de l'année (world leader)
- WJR : Record du monde junior (world junior record)
- WR : Record du monde (world record)

Circonstances et Conditions
- DNF : N'a pas terminé (did not finish)
- DNS : N'a pas pris le départ (did not start)
- DQ : Disqualification (disqualification)
- NM : Aucun essai valable enregistré (No Mark)
- Q : Qualifié « directement » au prochain tour (ou à la prochaine compétition), lors d'une compétition majeure, grâce au classement ou à la réalisation des minima (automatic qualifier)
- q : Qualifié au prochain tour (ou à la prochaine compétition), lors d'une compétition majeure, grâce au repêchage ou à la réalisation de l'une des meilleures performances parmi celles des « non qualifiés directement » (grâce au meilleur temps ou à la meilleure distance par exemple) (secondary qualifier)